# Пацовски канали
Пацовски канали је уопштен назив за мрежу бекства нациста, усташа и других фашиста из Европе по завршетку Другог светског рата. Највећи број нацистичких и усташких злочинаца из Другог светског рата побегао је у Латинску Америку, пре свега у Аргентину, Мексико, Гватемалу, Бразил, Чиле, Боливију, Парагвај и Еквадор. Остале дестинације бекства су Сједињене Америчке Државе, Канада и Блиски исток. Пацовска линија назив је за лестве од конопаца које се пружају до врха јарбола, последњег безбедносног места у ситуацији када једрењак тоне. Тако је пацовска линија, односно пацовски канал, постао назив за мрежу евакуације тј. бекства. На десетине хиљада нациста и усташа емигрирало је захваљујући ватиканским пацовским каналима, међу њима и на стотине ратних злочинаца. Иначе, овај назив за мрежу бекства дала им је америчка Канцеларија за стратешке услуге.

## Рани шпански пацовски канали
Први канали су настали развојем ватиканско-аргентинских односа пре и за време Другог светског рата. Још 1942. године Монсињор Луиђи Маљоне, контактирао је амбасадора Аргентине Лобета реагујући на њихову понуду да широко примени полису имиграционих закона, како би опортунистички имигранти европске католичке цркве могли да оду у њихову земљу у потрази за бољим животом и свежим капиталом. Након тога, свештеник Антон Вебер путује у Аргентину како би са тамошњим властима уговорио процесе имиграције и то без знања Ватикана.
Шпанија, а не Рим је била први центар пацовске активности која је омогућавала нацистима пребег. Шарл Лескат, члан Француске акције, крајње десничарске оперативе и Пјер Даје, Белгијанац са шпанским контактима су први организатори. Њих двоје су први који су пребегли преко аргентинског кардинала Антонија Кагиана.
До 1946. вероватно стотине ратних злочинаца и хиљаде нациста је пребегло овим путем. Судећи по америчком државном секретару Џејмсу Ф. Бирнсу, сарадња Ватикана са властима је била занемарљива. Историчар Мајкл Фајер каже да је папа Пије XII тврдио како „би радије угледао нацистичке ратне криминалце на бродовима ка Јужној Америци и Новом Свету, него да их гледа како труле по казненим камповима Европе и Америке”. Супротно од ватиканске емиграционе операције, иако су од њих неговани, шпански канали су радили независно од хијерархије Ватикана.

## Римски пацовски канали

### Рани покушаји — канал бискупа Худала
Аустријски римокатолички бискуп Алојз Худал (1885—1963) је био ректор Католичког института римског понтификата при цркви Свете Марије у Риму (en: Pontificio Istituto Teutonico Santa Maria dell'Anima), такође је водио семинаре за аустријске и немачке свештенике и био духовни вођа немачке заједнице у Италији . По завршетку рата у Италији, Худал је посредовао за затворенике са немачког говорног подручја који су држани у камповима широм Италије. У децембру 1944. године, добио је званично задужење Ватиканског државног секретаријата да их заступа.
Худал је искористио ову позицију да шверцује нацистичке заробљенике, укључујући Франца Штангла, командујућег официра логора Треблинка, затим Густава Вагнера, командујућег официра логора Собибор, Алојза Брунера, одговорног за оснивање прелазног логора Дранси у који су слати Јевреји на путу за пољске логоре и Адолфа Ајхмана, главног нацистичког планера егзегуције Јевреја. Неки од ових криминалаца су привремено држани у камповима у Италији без папира, са новим именима, а неки су се крили по Италији помажући другим нацистима да пребегну. Ти организовани канали су познати и као Нацистички путеви вина.

У својим мемоарима Худал је написао у вези својих акција: „захваљујем Богу што ми је дозволио да посетим и утешим много жртава у камповима и да им помогнем да побегну са лажним папирима”. Даље објашњава своје виђење ратова: 
"сукоб Савезника са Немцима није био крсташки поход, то је било ривалство економских комплекса за чију победу су се борили. Овај такозвани бизнис….користио је намамљујуће фразе попут демократије, религиозне слободе Хришћанства као мамац за широке народне масе. Сва та искуства су у мени пробудила дужност да се после рата посветим бившим Национал-социјалистима а посебно такозваним „ратним криминалцима”.
Судећи по Марку Аронсу и Џону Лофтлусу у њиховој књизи Unholy Trinity, Худал је био прво свештено лице посвећено рутама ѕа пребег. Аронс и Лофтлус су тврдили да је субјекте његовог доброчинства снабдевао новцем и, још важније, лажним документима издатим од стране Ватиканске институције за избеглице. Њоме руководи овејани вештак у скривању фашиста по разним клерикалним заводима, поп-фратр Антонио Вебер. У његовој канцеларији врши се регистрација злочинаца за исељавање у Парагвај. Свима њима канцеларија обећава у Парагвају 16 хектара обрадиве земље, кућу, основне ствари, покућства, алат за обраду земље, стоку, живину и храну до прве жетве.
Добијани папири нису били пасоши, сами за себе су били недовољни за пребег. Они су заправо били прва карика у добијању пасоша. Помоћу овог папира, бегунци су могли путем организације Интернационалног комитета Црвеног Крста добити пасош исељеног лица, који је могао бити искоришћен ѕа добијање визе. Теоријски, Црвени Крст је морао извршити проверу идентитета лица које аплицира, док је у пракси веровао на реч свештенику, нарочито вишим свештеним лицима и зажмурио. Чак је ишло до тога да је бискуп Худал захтевао посебне спецификације на папирима.
Судећи по декласификованим папирима Америчке агенције за безбедност, Худал није био једини свештеник који је помагао Нацистима да пребегну. У свом извештају „La Vista Report” декласификованом 1984. године, члан америчке Контра-обавештајне службе Винсент Ла Виста, рекао је како је лако средио папире Црвеног Крста двојици лажних мађарских емиграната помоћу писма оца Јозефа Галова. Галов, који је вадио избеглице на територији Мађарске, послао је писмо центру Црвеног Крста, који је проследио неопходна документа без питања.

### Пацовски канал Свети Јероним
Римокатолички свештеник Крунослав Драгановић сматра се кључним актером у успостављању овог канала. Драгановић је наименован испред НДХ за саветника хрватске делегације при Светој столици. Папа Пије XII је прихватио његово именовање и августа 1943. године Драгановић се сели у Рим. Било је то у тренутку када је Мусолини пао, а Италија потписала капитулацију. Остварио је контакте с Пијом XII, као и са високим чиновницима Државног секретаријата Ватикана и италијанске обавештајне службе. Такође, успоставио је комуникацију с Ђованијом Батистом Монтијем (који је касније постао папа Папа Павле VI), државним подсекретаром за редовне послове и човеком одговорним за папин „милосрдан рад” за рачун „избеглица”. Драгановић је правио погодбе у Ватикану радећи уједно за Црвени крст тзв. Независне Државе Хрватске. Први посао Драгановића је био да спаси 500 kg усташког злата, које је украдено од масе српских жртава у НДХ. Злато је преко Аустрије допремио у Ватикан, па је због тога добио надимак — Златни Поп.
По завршетку Другог светског рата Британци и Американци отворили су северне границе Југославије за слободан излазак 80.000 усташа. За њих у Италији отворени су избеглички логори. Драгановић је од првог дана кренуо у обилазак избеглих хрватских нациста. Посао Крунослава Драгановића је био да у маси пребеглих усташа пронађе високе официре и функционере, да за њих у Заводу Свети Јеронимо изради нова документа и да их потом из Италије и Аустрије пребаци у Јужну Америку. После рата захваљујући утицају Ватикана и усташко — хрватског Завода Свети Јеронимо у Риму, који је још пре рата био главни центар усташке емиграције у Италији, а чији је шеф био усташки велечасник Драгановић, у Јужну Америку је побегло на десетине хиљада усташа и нациста. У Јужну Америку дошли су са пасошима издатим у Заводу Свети Јеронимо, под лажним именима. Драгановић је пребацио и групу од седамдесет нацистичких сарадника из Совјетског Савеза, а и неке припаднике Власовљеве армије. Поуздано се зна да је организовао бекство хрватским ратним злочинцима Анти Павелићу и Андрији Артуковићу.

### Умешаност Америчке обавештајне службе
Ако су у почетку Америчке обавештајне службе биле само пуки посматрачи Драгановићевог канала, то се изменило 1947. године. Декласификовани извештај из 1950. године, детаљно објашњава како су се водиле операције кријумчарења људи у наредне 3 године. По том извештају, Американци су сами почели да користе Драгановићеве канале како би евакуисали сопствене „посетиоце”. Како извештај каже, то су били: „посетиоци који су били у заробљеништву Контраобавештајне службе, комплетно процесуирани по директивама и захтевима службе, а чије даље задржавање у америчкој зони у Аустрији представља безбедносну опасност као и извор понижења по генералног команданта USFA, будући да је совјетска команда увидела њихово постојање и локацију у америчкој зони у Аустрији те је захтевала њихово моментално пребацивање у руски затвор”.
То су били ратни заробљеници, научници и лица која су била од користи са руским снагама окупираним територијама, које су Американци били у обавези да предају. Нису то лако чинили делом због веровања да у Русији никако неће добити фер суђење (потражи операцију Килхаул (Keelhaul)), а делом јер су те научнике могли и сами искористити и њихова знања употребити за ојачање својих снага. Договор са Драгановићем је био да се ти посетиоци доведу у Рим: „Драгановић је даље водио поступак по њиховом доласку у Рим, добављао им документа, визе, печате, уређивао диспозицију копном или морем и обавештавао комитете о њиховом насељавању у страној држави”. Америчке обавештајне службе су користиле овај начин пребацивања битних нацистичких научника и стратега у центре у Америци и запошљавали их (види операцију Спајалица).

### Аргентинска веза
У књизи „Права Одеса” аргентински истраживач Уки Гони, користио је отворен приступ државним архивама да би доказао да су официри и власт врло радо а на иницијативу Хуана Перона, аргентинског председника. По Гонију, Аргентинци не само да су користили Драгановићеве руте, већ су их и надоградили отворивши своје руте ка Скандинавији, Швајцарској и Белгији.
Гони тврди да су први кораци ка кријумчарењу нациста предузети када је Антонио Цагијано, аргентински бискуп града Розарија и члан Католичке акције кренуо са бискупом Аугустином Баререом у Рим како би Цагијано био инаугурисан у кардинала. Тада су се они срели са француским кардиналом Евгенијем Тисераном како би му предали поруку аргентинске власти у којој је писало да су сви Французи чији политички став може да их компромитује и угрози живот у Француској, добродошли у Аргентину. Током пролећа 1946. године више француских ратних криминалаца, фашиста и припадника Виши Франса је пребегло на тај начин, прво добивши избеглички пасош Црвеног Крста у који је потом у Аргентини ударен печат привремене визе.
Убрзо после овога је у Аргентини кријумчарење нациста постало институционализовано, пошто је Перон поставио Сантијага Пералту, антрополога за имиграционог саветника и бившег Рибентроповог агента Лудвига Фројдеа за шефа обавештајаца. Ово двоје су оформили својеврсни спасилачки тим за извлачење нациста из Европе и њихово допремање у Аргентину уз добављање држављанства и проналажење посла .

## Одеса
Италијански и аргентински канали су тек недавно откривени јавности. Све до радова Аронса и Лофтлуса као и радова Гонија, важило је опште мишљење да су нацисти сами за себе организовали своје руте за пребег у Аргентину. Једна од таквих мрежа је била ODESSA (  — „Организација бивших припадника СС-а”). Према Симону Визенталу, чувеном ловцу на нацисте, у Одеси су били Ото Скорцени, СС пуковник нациста који је ослободио свргнутог Мусолинија, Алфред Наухокс такође СС пуковник и у Аргентини Родолфо Феуде. Алојз Брунер је тако преко Рима побегао у Сирију. Евентуално је на овај начин преко 10.000 нациста пребегло у Јужну Америку.
Визентал који је саветовао Фредерика Форсајта на сценарију ѕа филм „The Odessa File”, именовао је такође и друге нацистичке организације које су имале слично дејство попут „Spinne” (Паук) и „Sechsgestirn” (Констелација од шест изабраних). Визентал тврди да су Одеса организације преко Рима, италијанским каналима пребацивале нацисте, где се спомиње Худал, не и Драгановић, док је друга рута шпанским рутама водила у Франкову Шпанију.

## Одбегли нацисти
Најпознатији међу избеглим нацистима и усташама који су користили ове канале били су:
- Адолф Ајхман
- Франц Штангл
- Густав Вагнер
- Ерих Прибке
- Клаус Барби
- Едвард Рошман
- Ариберт Хајм
- Андрија Артуковић
- Анте Павелић
- Валтер Рауф
- Алојз Брунер
- Јозеф Менгеле
- Херберт Кукурс
- Јохан Фел